# Nadezhda Rímskaya-Kórsakova
Nadezhda Nikoláyevna Rímskaya-Kórsakova (en ruso: Надежда Николаевна Римская-Корсакова), de nacimiento apellidada Purgold (Пургольд); San Petersburgo, 19 de octubre de 1848, - 24 de mayo de 1919; fue una pianista y compositora rusa.

## Biografía

### Primeros años
Era la menor de tres hijas y bisnieta del jurista del siglo XVIII Johann Purgold. Comenzó a tocar el piano a los nueve años, continuando sus estudios de piano en el Conservatorio de San Petersburgo con Anton Gerke. También estudió teoría musical en el conservatorio con Nikolai Zaremba y, más tarde, composición y orquestación con Nikolái Rimski-Kórsakov, pero no se graduó. Durante las décadas de 1860 y 1870, tocó el piano en veladas musicales en la casa de Aleksandr Dargomyzhski, entablando amistad con Dargomyzhski, Modest Músorgski y Aleksandr Borodín. Músorgski, que apreciaba tanto a Nadezhda como a su hermana Alexandra, fue una gran amigo de ambas, a las que llamaba "nuestra querida orquesta". También interpretaba en las reuniones de su casa obras de Mili Balákirev y de otros miembros del grupo" Los Cinco ".
Entre las obras que interpretó con el grupo "Los Cinco" (kuchka) estaban las óperas Zhenitba (El matrimonio) y Borís Godunov de Mussorgski, además de La dama de Pskov de Nikolái Rimski-Korsakov.

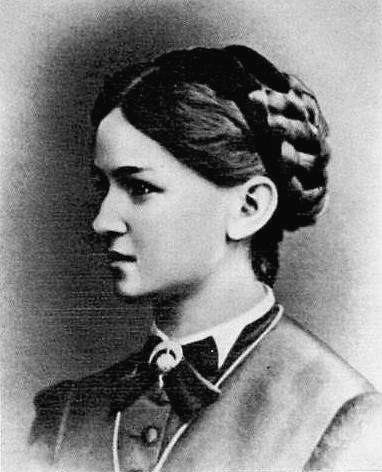
Nadezhda Rímskaya-Kórsakova, de nacimiento Nadezhda Purgold

### Matrimonio

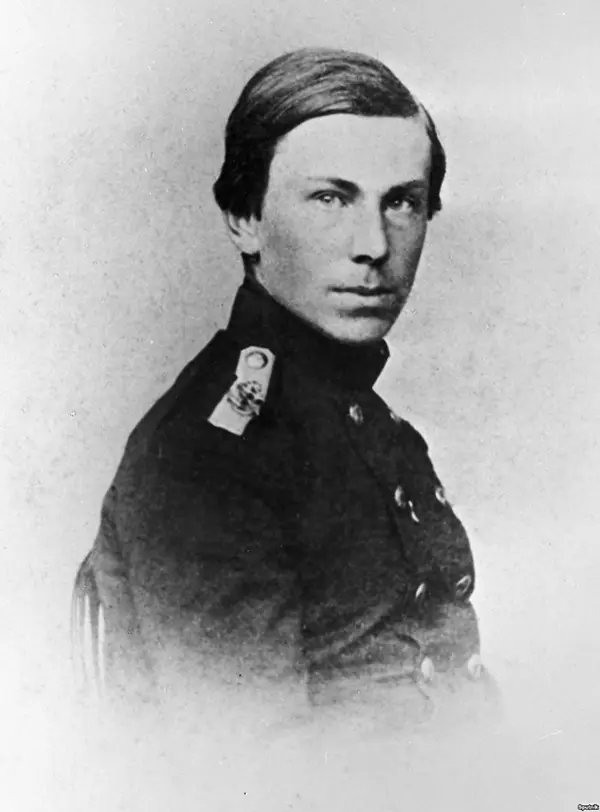
Nikolái Rimski-Kórsakov en su juventud

Conoció a Rimski-Korsakov en la casa de Dargomyzhski en la primavera de 1868. Tras su primer encuentro, él le dedicó y compuso una canción y comenzó a visitarla con frecuencia, tanto en la casa familiar de San Petersburgo como en la residencia de verano en Lyesnov. Tras una inmediata atracción mutua, en la que ella encontró en él calidez y dulzura, él le propuso matrimonio en diciembre de 1871, y se casaron en julio de 1872. El padrino de boda fue Mussorgsky. Los Rimski-Korsakov tuvieron siete hijos. Nadezhda se convirtió en compañera musical y de vida de su marido, de forma similar a como Clara Schumann lo fue de su marido, Robert. Bella, capaz, de voluntad fuerte y mucho mejor preparada musicalmente que su marido en el momento en que se casaron,   demostró ser una crítica muy exigente de su obra; su influencia sobre él en materia musical fue lo suficientemente fuerte como para que Balakirev y Stasov se preguntaran a veces si ella estaba influyendo en sus preferencias musicales. Aunque abandonó gradualmente la composición después de su matrimonio, tuvo una influencia considerable en la creación de sus tres primeras óperas. Viajó con su marido, asistió a los ensayos y corrigió y arregló composiciones de él y de otros.  Años más tarde, Nikolai Rimski-Kórsakov escribió: «La obertura [de La doncella de Pskov ], desde la primera nota hasta la última, pertenece a una muchacha mala a la que amo mucho, mucho».
Su entusiasmo por la obra de Nikolái Gógol se reflejó tanto en las composiciones de su marido como en las de sus amigos. El día de su compromiso, ella y Rimski-Korsakov leyeron juntos el cuento de Gógol Noche de mayo, tras lo cual ella le animó a componer una ópera sobre el tema.  Una o dos semanas después, ella le escribió: "Hoy he estado leyendo otro cuento de Gógol: La feria de Sorochyntsi. Este también es bueno, e incluso sería apropiado para una ópera, pero no para ti ; en cualquier caso, no es como Noche de mayo. En cuanto a eso, lo tengo tan grabado en la cabeza que nada podrá sacarlo."   Ella o su hermana Alexandra sugirieron entonces La feria de Sorochyntsi a Mussorgski, que lo consideró unos años más tarde.
Nadezhda también tuvo una participación muy destacada en la vida social que se desarrollaba en su propia casa, participando activamente en las reuniones, tanto como intérprete como acompañante. En una de estas veladas, Piotr Ilich Chaikovski tocó el final de su Sinfonía de la Pequeña Rusia. Nadezhda, después de escucharla, le pidió permiso para hacer el arreglo para dúo de pianos, sin embargo, Chaikovski hizo el arreglo él mismo.

### Sinceridad

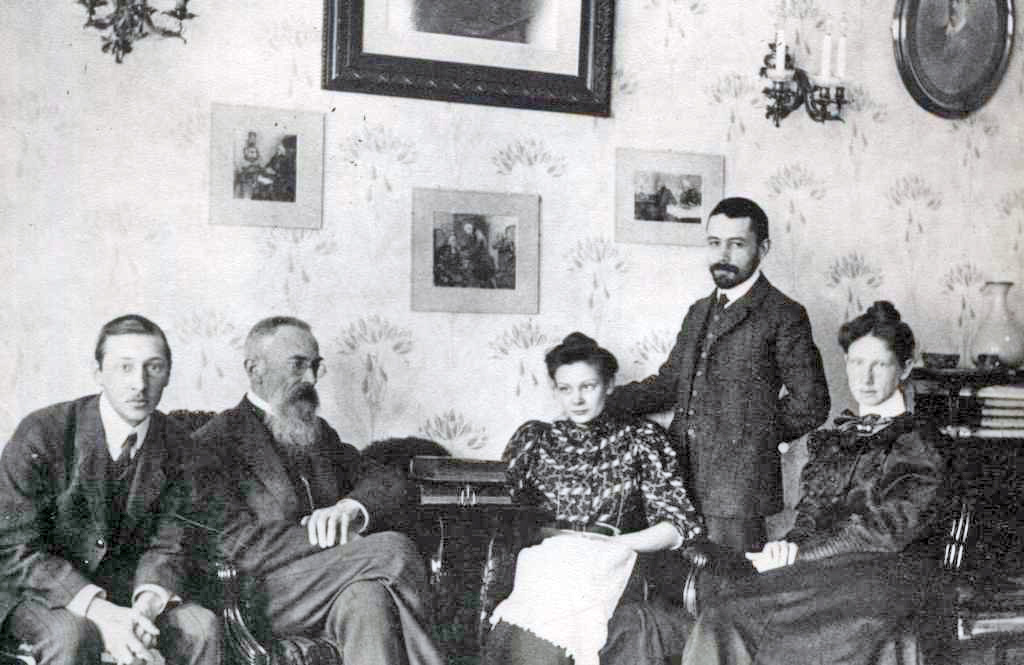
Ígor Stravinski (izquierda) con Rimski-Korsakov y su hija Nadezhda, su futuro esposo Maximilian Steinberg y la primera esposa de Stravinski, Yekaterina, 1908

Los gustos musicales de Nadezhda se volvieron menos innovadores con los años; consideraba a su yerno Maximilian Steinberg mejor compositor que Ígor Stravinski, y no reprimía hace comentarios con franqueza sobre sus gustos musicales. No tenía reparos en decir lo que pensaba, y en asuntos relacionados con su marido ella era ferozmente leal.
Tras la muerte de Rimski-Kórsakov en 1908, Nadezhda preservó activamente el legado de su marido, se convirtió en la albacea de sus bienes literarios y musicales, y se encargó de editar y publicar sus obras literarias y musicales póstumas. Entre ellas se encontraban su autobiografía, Mi vida musical, colecciones de artículos y notas sobre música, además de una parte de su correspondencia con amigos.  Esto le llevó a tener desencuentros con Sergei Diaghilev por el uso que éste hizo de las obras Scheherazade y El gallo de oro para ballet. Murió de viruela en San Petersburgo (entonces rebautizada como Petrogrado) a los 70 años.  Después de su muerte, su hijo Andréi Rimski-Kórsakov, musicólogo, continuó sus esfuerzos y escribió un estudio de varios volúmenes sobre la vida y la obra de su padre.

### Obras (Arreglos musicales)
Dargomyzhsky enseñó a Rimskaya-Korsakova cómo hacer arreglos para piano de partituras orquestales, una tarea para la que ella era especialmente talentosa y hábil y que supo aprovechar al máximo.  Sus transcripciones (para piano a cuatro manos) incluyen obras de Dargomyzhski, Rimski-Korsakov, Chaikovski, Borodin y Glazunov. También arregló las partituras vocales de La dama de Pskov y La noble Vera Sheloga de Rimski-Korsakov,  junto con El príncipe Ígor de Borodin en colaboración con Glazunov y su marido. 

### Obras originales
Se conservan manuscritos autógrafos de un cuadro sinfónico basado en Gogol, El lugar embrujado ( Zakoldovannoye mesto ), una ópera Una noche de verano con partitura para piano y voz, piezas para piano y canciones. Completó El lugar embrujado una o dos semanas antes de su matrimonio, y la orquestó al año siguiente. Dejó de componer después de casarse con Rimsky-Korsakov, lo que pudo haber sido debido en parte debido a una comparación desfavorable entre sus obras y las de su marido, pero probablemente también debido a responsabilidades familiares. 

### Obra escrita
Publicó dos recuerdos de Dargomyzhski, escribió unas memorias de Mussorgsky y editó la autobiografía de su marido, Mi vida musical.